# Oberried (Sonthofen)
Das verschwundene Bergdorf Oberried war ein Ortsteil von Sonthofen.
Urkundlich wurde es zuerst im Jahr 1136 erwähnt. 1889 wurde das Dorf auf Grund der schwierigen Bewirtschaftung und des langen Schulweges für die Kinder aufgegeben. Zu dieser Zeit bestand Oberried aus sieben Höfen und einer Kapelle. Diese Kapelle ist als einziges erhalten geblieben und wurde seither mehrfach renoviert. Heute befindet sich an Stelle eines früheren Hofes eine Rast- und Infohütte mit Texten und Bildern zur Geschichte des Ortes.

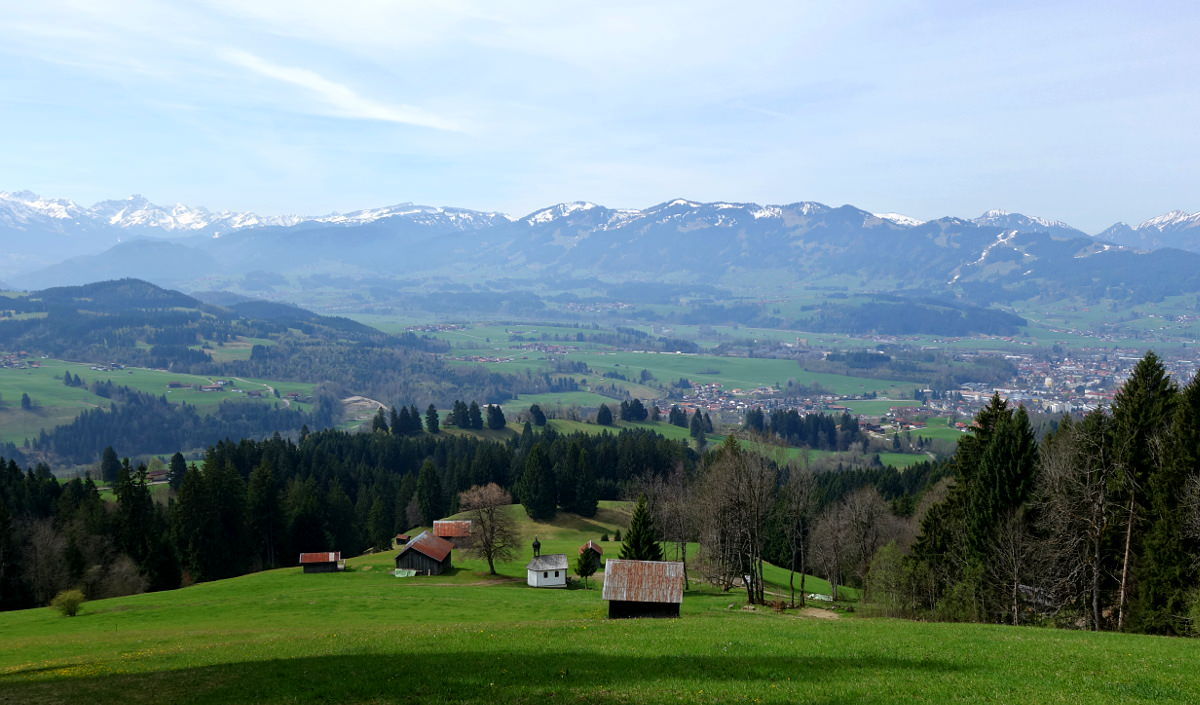
Oberried
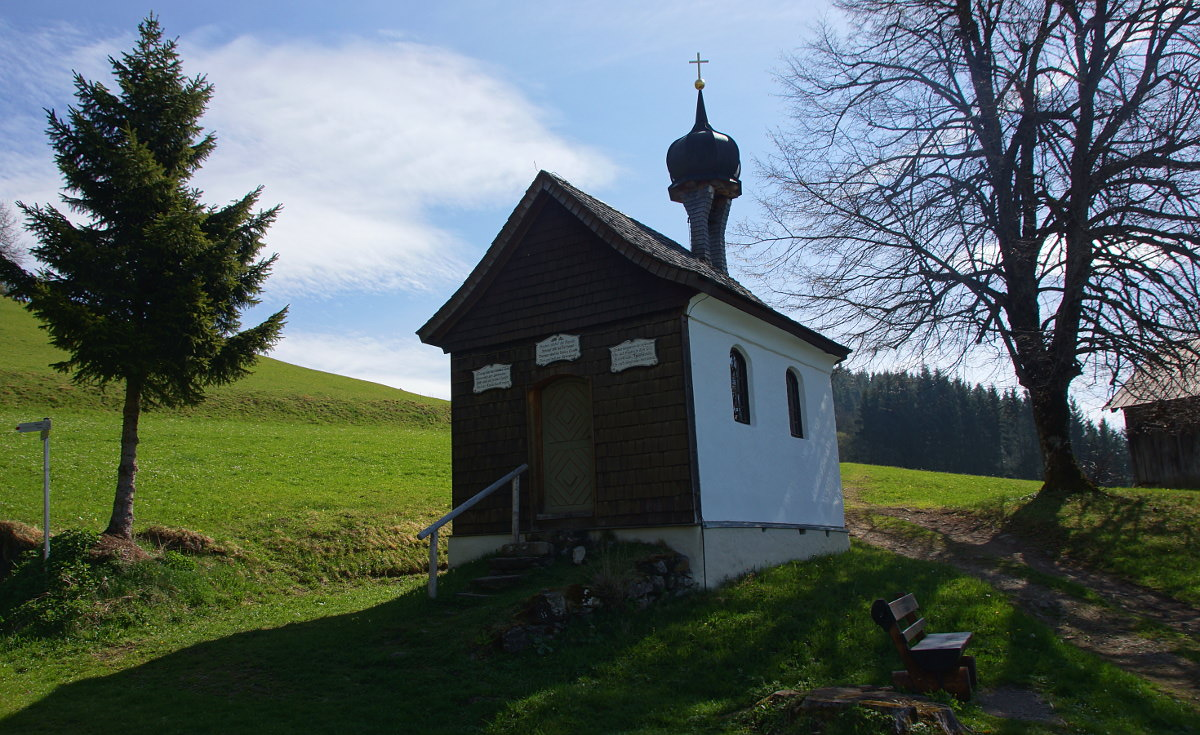
Kapelle Oberried
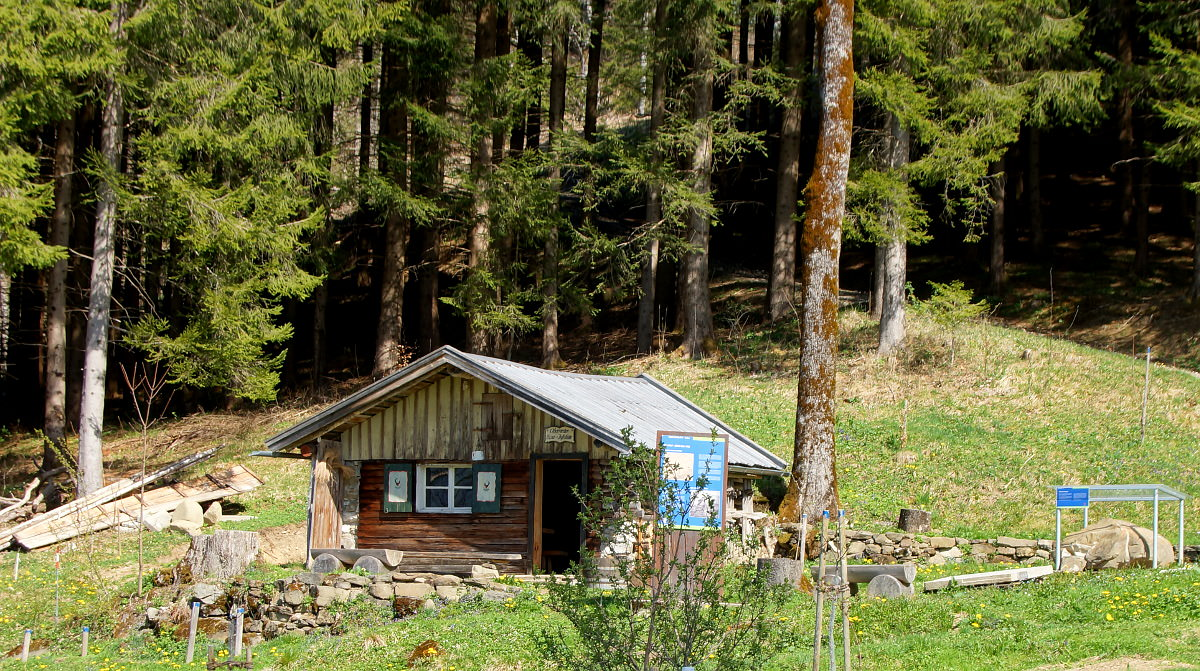
Rast- und Infohütte Oberried